# Barcelona Open 2016 - Qualificazioni singolare
Le qualificazioni del singolare del Barcelona Open 2016 sono state un torneo di tennis preliminare per accedere alla fase finale della manifestazione. I vincitori dell'ultimo turno sono entrati di diritto nel tabellone principale. In caso di ritiro di uno o più giocatori aventi diritto a questi sono subentrati i lucky loser, ossia i giocatori che hanno perso nell'ultimo turno ma che avevano una classifica più alta rispetto agli altri partecipanti che avevano comunque perso nel turno finale.

## Teste di serie
1. Jan-Lennard Struff (qualificato)
2. Karen Chačanov (qualificato)
3. Jozef Kovalík (primo turno)
4. Marsel İlhan (primo turno)
5. Kenny de Schepper (primo turno)
6. Franko Škugor (qualificato)

1. Renzo Olivo (ultimo turno, Lucky loser)
2. Andrej Rublëv (primo turno)
3. Radek Štěpánek (qualificato)
4. Peđa Krstin (ultimo turno)
5. Édouard Roger-Vasselin (ultimo turno, Lucky loser)
6. Marco Trungelliti (ultimo turno)

## Qualificati
1. Jan-Lennard Struff
2. Karen Chačanov
3. Pedro Cachín

1. Márton Fucsovics
2. Radek Štěpánek
3. Franko Škugor

### Lucky loser
1. Renzo Olivo

1. Édouard Roger-Vasselin

## Tabellone

### Legenda
| - Q = Qualificato - WC = Wild card - LL = Lucky loser | - ALT = Alternate - SE = Special Exempt - PR = Protected Ranking | - w/o = Walkover - r = Ritirato - d = Squalificato |

### Sezione 1
|  | Primo turno | Primo turno            | Primo turno            | Primo turno | Primo turno |  |  | Ultimo turno | Ultimo turno           | Ultimo turno           | Ultimo turno | Ultimo turno |  |
|  |             |                        |                        |             |             |  |  |              |                        |                        |              |              |  |
|  | 1           | Jan-Lennard Struff     | Jan-Lennard Struff     | 6           | 7           |  |  |              |                        |                        |              |              |  |
|  | WC          | Pedro Martínez Portero | Pedro Martínez Portero | 3           | 64          |  |  | 1            | Jan-Lennard Struff     | Jan-Lennard Struff     | 7            | 6            |  |
|  |             | Oriol Roca Batalla     | 2                      | 6           | 3           |  |  | 11           | Édouard Roger-Vasselin | Édouard Roger-Vasselin | 65           | 2            |  |
|  | 11          | Édouard Roger-Vasselin | 6                      | 4           | 6           |  |  |              |                        |                        |              |              |  |

### Sezione 2
|  | Primo turno | Primo turno         | Primo turno       | Primo turno | Primo turno |  |  | Ultimo turno | Ultimo turno      | Ultimo turno | Ultimo turno | Ultimo turno |  |
|  |             |                     |                   |             |             |  |  |              |                   |              |              |              |  |
|  | 2           | Karen Chačanov      | 6                 | 3           | 6           |  |  |              |                   |              |              |              |  |
|  |             | Ramkumar Ramanathan | 4                 | 6           | 3           |  |  | 2            | Karen Chačanov    | 6            | 4            | 7            |  |
|  |             | Yasutaka Uchiyama   | Yasutaka Uchiyama | 4           | 5           |  |  | 12           | Marco Trungelliti | 3            | 6            | 64           |  |
|  | 12          | Marco Trungelliti   | Marco Trungelliti | 6           | 7           |  |  |              |                   |              |              |              |  |

### Sezione 3
|  | Primo turno | Primo turno              | Primo turno              | Primo turno | Primo turno |  |  | Ultimo turno | Ultimo turno | Ultimo turno | Ultimo turno | Ultimo turno |  |
|  |             |                          |                          |             |             |  |  |              |              |              |              |              |  |
|  | 3           | Jozef Kovalík            | Jozef Kovalík            | 4           | 5           |  |  |              |              |              |              |              |  |
|  |             | Pedro Cachín             | Pedro Cachín             | 6           | 7           |  |  |              | Pedro Cachín | Pedro Cachín | 6            | 6            |  |
|  |             | Adrián Menéndez Maceiras | Adrián Menéndez Maceiras | 4           | 4           |  |  | 10           | Peđa Krstin  | Peđa Krstin  | 1            | 2            |  |
|  | 10          | Peđa Krstin              | Peđa Krstin              | 6           | 6           |  |  |              |              |              |              |              |  |

### Sezione 4
|  | Primo turno | Primo turno          | Primo turno | Primo turno | Primo turno |  |  | Ultimo turno         | Ultimo turno         | Ultimo turno | Ultimo turno | Ultimo turno |  |
|  |             |                      |             |             |             |  |  |                      |                      |              |              |              |  |
|  | 4           | Marsel İlhan         | 6           | 2           | 5           |  |  |                      |                      |              |              |              |  |
|  |             | Jordi Samper-Montaña | 2           | 6           | 7           |  |  | Jordi Samper-Montaña | Jordi Samper-Montaña | 2            | 6            | 2            |  |
|  |             | Márton Fucsovics     | 7           | 65          | 6           |  |  | Márton Fucsovics     | Márton Fucsovics     | 6            | 3            | 6            |  |
|  | 8           | Andrej Rublëv        | 65          | 7           | 3           |  |  |                      |                      |              |              |              |  |

### Sezione 5
|  | Primo turno | Primo turno       | Primo turno       | Primo turno | Primo turno |  |  | Ultimo turno | Ultimo turno   | Ultimo turno   | Ultimo turno | Ultimo turno |  |
|  |             |                   |                   |             |             |  |  |              |                |                |              |              |  |
|  | 5           | Kenny de Schepper | 62                | 6           | 62          |  |  |              |                |                |              |              |  |
|  | WC          | Cristian Garín    | 7                 | 4           | 7           |  |  | WC           | Cristian Garín | Cristian Garín | 3            | 4            |  |
|  | WC          | Gerard Granollers | Gerard Granollers | 3           | 2           |  |  | 9            | Radek Štěpánek | Radek Štěpánek | 6            | 6            |  |
|  | 9           | Radek Štěpánek    | Radek Štěpánek    | 6           | 6           |  |  |              |                |                |              |              |  |

### Sezione 6
|  | Primo turno | Primo turno       | Primo turno       | Primo turno | Primo turno |  |  | Ultimo turno | Ultimo turno  | Ultimo turno | Ultimo turno | Ultimo turno |  |
|  |             |                   |                   |             |             |  |  |              |               |              |              |              |  |
|  | 6           | Franko Škugor     | Franko Škugor     | 6           | 6           |  |  |              |               |              |              |              |  |
|  |             | Yannick Jankovits | Yannick Jankovits | 0           | 2           |  |  | 6            | Franko Škugor | 6            | 3            | 6            |  |
|  | WC          | Nicola Kuhn       | 4                 | 6           | 3           |  |  | 7            | Renzo Olivo   | 2            | 6            | 2            |  |
|  | 7           | Renzo Olivo       | 6                 | 0           | 6           |  |  |              |               |              |              |              |  |